# Aguabuena
Aguabuena es un distrito del cantón de Coto Brus, en la provincia de Puntarenas, de Costa Rica.

## Historia
Aguabuena fue creado el 10 de diciembre de 1965 por medio de Ley 3598.

## Geografía
Aguabuena cuenta con un área de 63,89 km² y una altitud media de 1060 m s. n. m.

## Demografía
Para el año 2022, Aguabuena cuenta con una población estimada de 7996 habitantes, y para el último censo efectuado, en 2011, Aguabuena contaba con una población de 6286 habitantes.

## Localidades
- Poblados: Bello Oriente, Campo Tres, Cañas Gordas, Concepción, Copabuena, Copal, Fila Zapote, Metaponto, Pilares, Pueblo Nuevo, Quebrada Bonita, Río Salto, San Francisco, San Gabriel, San Pedro, Santa Cecilia, Santa Marta, Santo Domingo, Valle Azul.

## Transporte

### Carreteras
Al distrito lo atraviesan las siguientes rutas nacionales de carretera:
- Ruta nacional 237
- Ruta nacional 617